# Ibacus peronii
Espèce
Synonymes
- Ibacus incisus Leach, 1815[2]

Statut de conservation UICN

 LC  : Préoccupation mineure

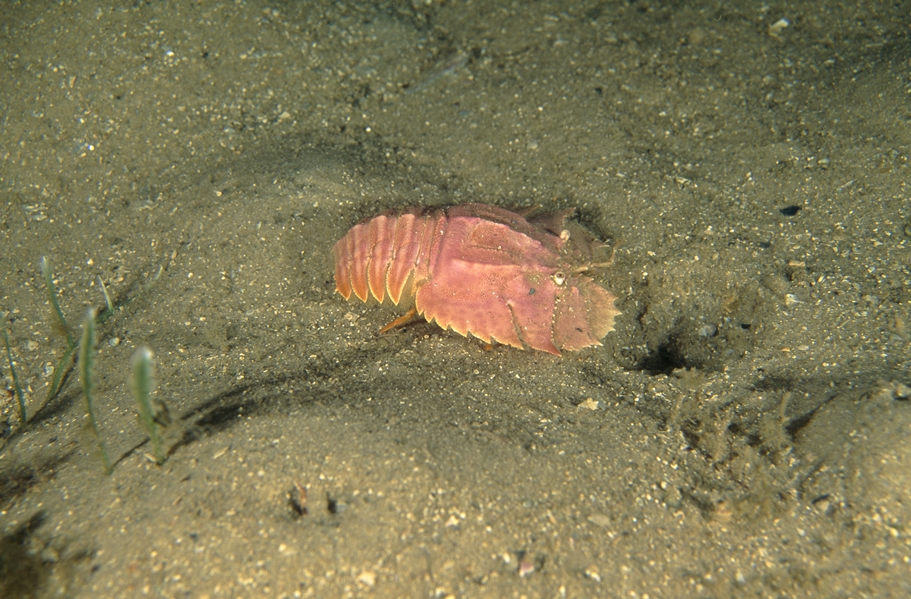
Ibacus peronnii

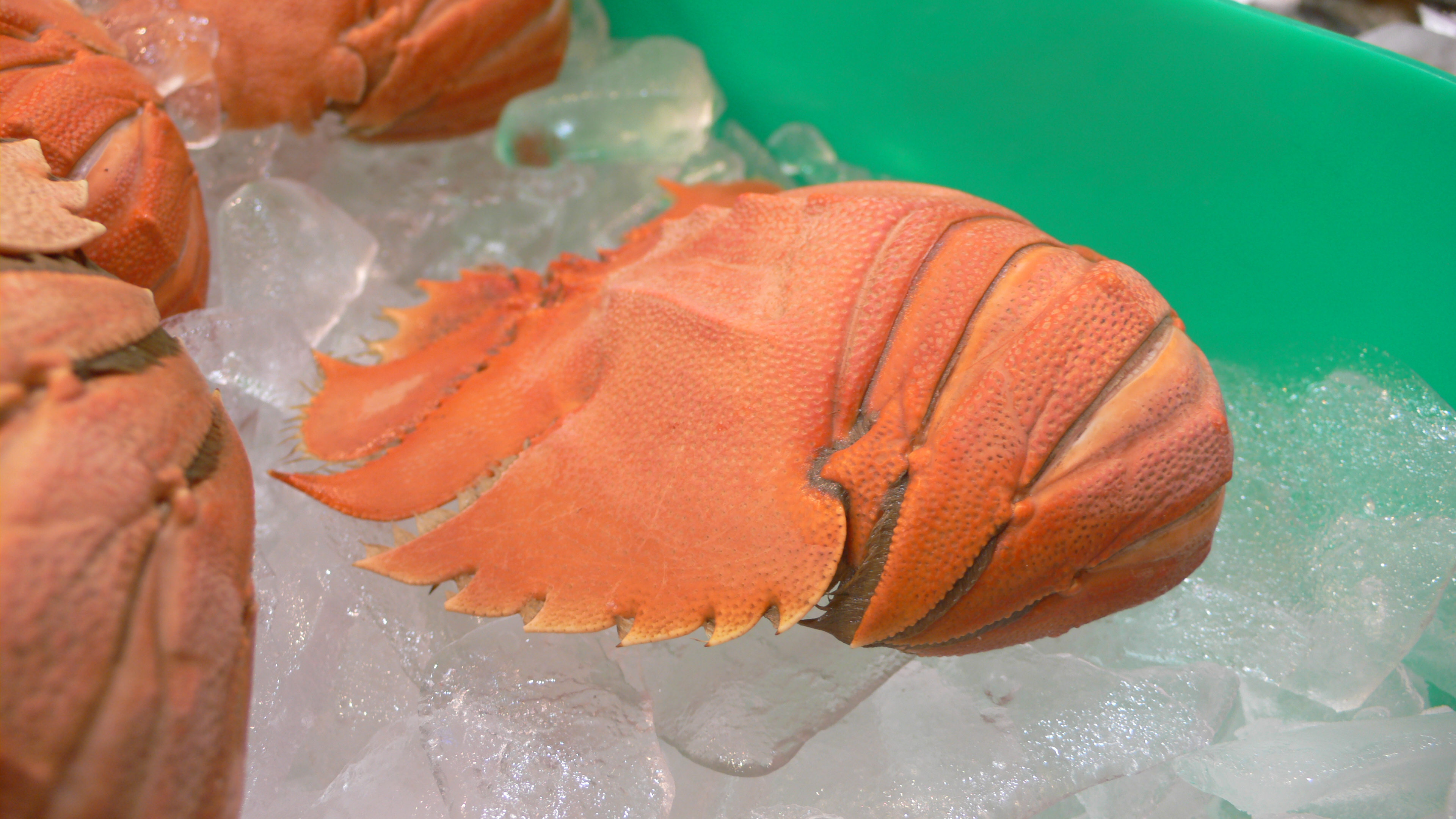
Cigale de mer cuisinée

Ibacus peronii, communément appelé Squille papillon[réf. nécessaire], est une espèce de cigales de mer, proche de la langouste. Cette espèce mesure environ 70 mm.

## Description
Ibacus peronii n'a pas de pinces et utilise ses antennes courtes et larges pour creuser dans le sable et la boue sur le fond de l'océan à la recherche de nourriture.

## Répartition
Ibacus peronii se rencontre en Australie, dans le Queensland, la Nouvelle-Galles du Sud, dans l'État de Victoria, en Australie-Méridionale, en Tasmanie, et en Australie-Occidentale. On le trouve également en Nouvelle-Zélande.

## Habitat
Ibacus peronii vit dans l'océan à des profondeurs de 20 à 500 m.

## Publication originale
- Leach, 1815 : The Zoological Miscellany: Being Descriptions of New Or Interesting Animals. vol. 2, (la).